# نظريات المؤامرة حول دين باراك أوباما

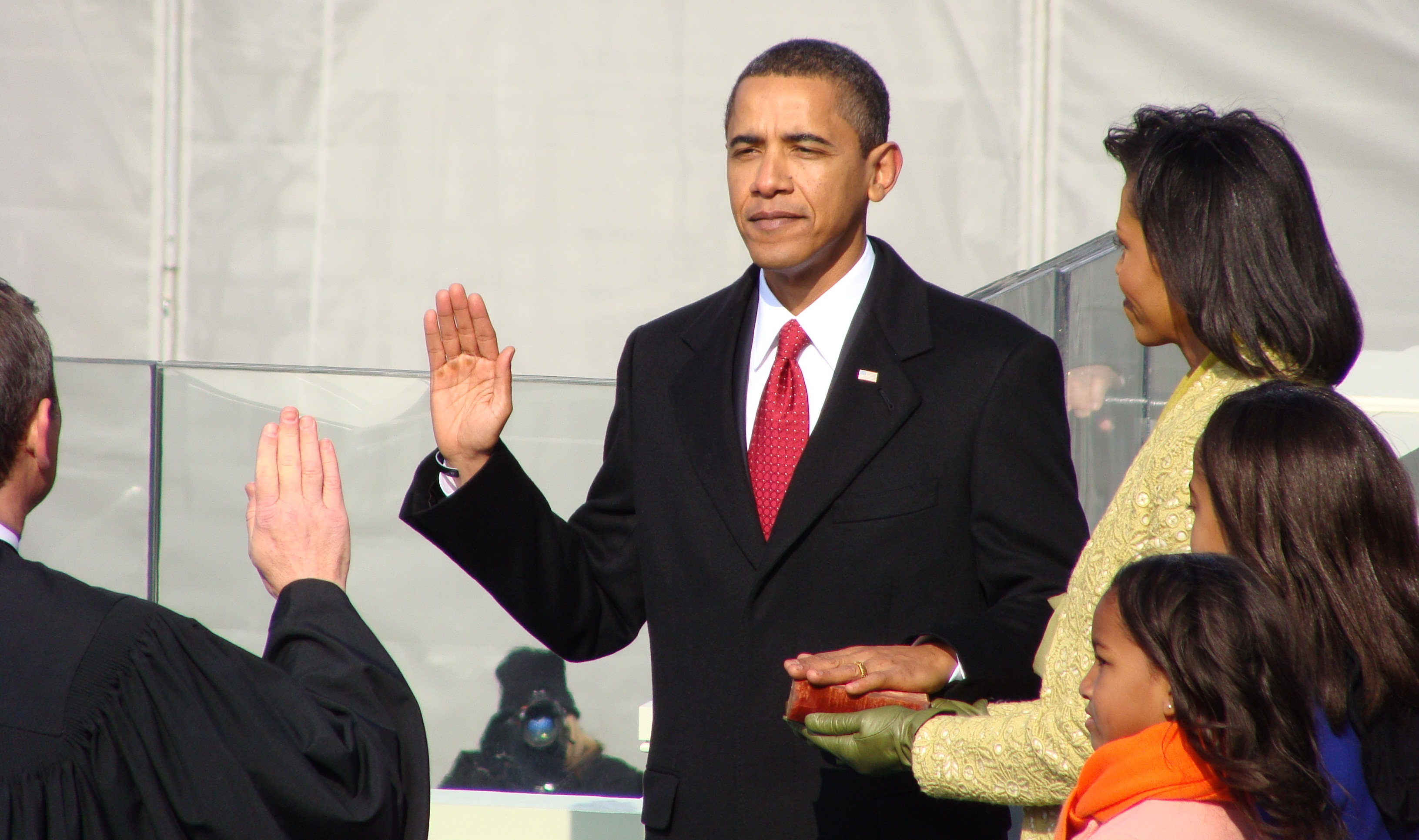
باراك أوباما يؤدي اليمين الدستورية كرئيس الولايات المتحدة ويده على الكتاب المقدس لابراهام لنكولن

كانت هناك ادعاءات بأن باراك أوباما مسلمٌ سرًا، أو أنه المسيح الدجال بحسب علم الآخرات المسيحية (الإسخاتولوجيا المسيحية)، اقتُرح ذلك منذ حملته الانتخابية لمجلس الشيوخ الأمريكي في عام 2004 وانتشرت الادعاءات أكثر بعد انتخابه رئيسًا للولايات المتحدة في عام 2008. كما هو الحال مع نظريات المؤامرة حول جنسيته، روّج مختلف المنظرين والمعارضين السياسيين، والمدونين الأمريكيين ومذيعي الراديو المحافظين لذلك.
استمر الاعتقاد في هذه الادعاءات في المجال العام، بل وتوسع في بعض الحالات خلال رئاسة أوباما وفقًا لمركز بيو للأبحاث، إذ يعتقد 17% من الأمريكيين (بما في ذلك ثلث الجمهوريين المحافظين) أنه مسلم في استطلاع أجري في عام 2012 .
باراك أوباما مسيحي بروتستانتي. اشترك في العشرينيات من عمره بالكنيسة السوداء (الكنيسة الأفريقية الأمريكية). وكان منذ عام 1992 حتى عام 2008 عضوًا في كنيسة الثالوث المسيح المتحدة، وهي طائفة كالفينية (اللاهوت المصلح). تركها أوباما في أعقاب الجدل الذي أثاره إرميا رايت. منذ عام 2008، يحضر أوباما العديد من الكنائس البروتستانتية، بما في ذلك الكنائس المعمدانية والميثودية والأسقفية.

## الادعاءات بأن أوباما مسلمٌ بالسر
تعمد أوباما في طائفة كنيسة المسيح المتحدة وانضم إليها رسميًا في عام 1988. وتركها في عام 2008 بسبب الجدل الذي سبّبه به القس إرميا رايت. مارس صلواته فيما بعد مع راعي الكنيسة المعمدانية الجنوبية في كامب ديفيد لكنه لم يصبح عضوًا رسميًا في أي كنيسة منذ عام 2008.
وبذلك يكون أوباما مسيحيًا بحسب تصريحاته، وتصريحات آخرين غيره أيضًا. ونشأ في كنف والدته ووالده المسيحيين. والده، باراك أوباما الأب، الذي عاش معه فقط عندما كان طفلاً، وصفه أوباما بأنه ملحد لأب مسلم. كان زوج والدته لولو سويتورو الذي عاش معه خلال طفولته المبكرة مسلمًا بالاسم. كان هذا الارتباط العائلي بالإسلام، من بين أمور أخرى أساسًا للادّعاءات بأن أوباما يعتنق الإسلام سرًا.
وفقًا لصحيفة لوس أنجلوس تايمز، بدأت الشائعات الكاذبة تروج بأن أوباما كان مسلمًا بالسر خلال حملته لعضوية مجلس الشيوخ الأمريكي في عام 2004 وتوسعت عبر رسائل البريد الإلكتروني الفيروسية بحلول عام 2006. وقارنت التايمز هذه الشائعات مع شائعات كاذبة سابقة في حملة عام 2000 حول المرشح الرئاسي جون ماكين بأنه أنجب طفلًا ذا بشرة داكنة خارج إطار الزواج. روّج للشائعات في وقت لاحق من قبل مضيفي البرامج الحوارية المحافظة، بما في ذلك مايكل سافيج.
في ديسمبر 2007، طلبت حملة هيلاري كلينتون من منسق مقاطعة متطوع في حملتها التنحي بعد أن أرسل رسالة بريد إلكتروني كررت الشائعات الكاذبة بأن أوباما مسلم. في يونيو 2008، وقف عمدة مدينة نيويورك مايكل بلومبرج (الذي كان يهوديًا) ضد هذه الشائعات، وأخبر الناخبين اليهود في فلوريدا أنها إشاعات كاذبة، وأوباما ليس مسلمًا بالسر، ولا يدعم إسرائيل. قال بلومبرج: «آمل أن تنضموا إليّ طوال هذه الحملة للتحدث بقوة ضد هذا الترويج للخوف، بغض النظر عمن ستصوتون له».
في عام 2015، ادّعى طه اللهيبي، عضو سابق في البرلمان العراقي المعروف بترويج نظريات المؤامرة، أن أوباما كان «نجل أب شيعي كيني». لا تحظى هذه الادعاءات التي لا أساس لها من الصحة بتأييد واسع بين العراقيين، حتى أنها كانت محط سخرية في بعض الأحيان.

## ادعاء القرآن
زعمت سلسلة من رسائل البريد الإلكتروني تناقلت بين الشعب خلال الحملة الرئاسية أن أوباما أدى اليمين الدستورية كعضو في مجلس الشيوخ الأمريكي في عام 2005 بينما كان يضع يده على القرآن بدلًا من الكتاب المقدس. هذا الادعاء غير صحيح، فقد أدى أوباما اليمين الدستورية باستخدام كتاب مقدس يملكه. ربما استُلهم هذا الادعاء من خلال إعادة تمثيل للصور الفوتوغرافية لعام 2007 لليمين الدستورية لممثل الولايات المتحدة كيث إليسون من مينيسوتا، الذي استخدم القرآن الذي كان يخص توماس جيفرسون.

## ادعاء المدرسة
ظهرت نسخة مبكرة من شائعة مفادها أن أوباما «أمضى أربع سنوات على الأقل في ما يسمى بالمدرسة الدينية أو المدرسة الإسلامية في إندونيسيا» في مقال نشرته مجلة إنسايت أون ذا نيوز عبر مجموعة نيو وورلد كوميونيكيشن، وهي تكتل إعلامي دولي مملوك من قبل الكنيسة التوحيدية (أو الحركة التوحيدية). توقفت مجلة إنسايت أون ذا نيوز عن النشر بعد وقت قصير من الحادثة. ادعى رئيس تحريرها، جيف كونر أن شخصًا يعمل في حملة كلينتون أخبره أن الحملة «تعد اتهامًا بأن منافسها السناتور باراك أوباما قد غطى فترة وجيزة قضاها في مدرسة دينية إسلامية في إندونيسيا عندما كان في السادسة من عمره». ونفت السيناتور كلينتون هذه المزاعم، وعندما قابلته صحيفة نيويورك تايمز لم يذكر كونر اسم الشخص الذي قال إنه مصدر لمراسله.
التحق أوباما بمدرستين خلال السنوات الأربعة التي عاشها في إندونيسيا عندما كان طفلًا (1967-1971). من الصف الأول حتى بعض الوقت في الصف الثالث حضر مدرسة القديس فرنسيس أسيزي للروم الكاثوليك، حيث بدأت الفصول وانتهت كل يوم بصلاة مسيحية. سُجّل هناك كمسلم بسبب دين والده باراك حسين أوباما الأب. في مرحلة ما خلال الصف الثالث، انتقل إلى المدرسة الابتدائية الحكومية مينتينغ 01، والمعروفة أيضًا باسم مدرسة بيسوكي لمدة تقل عن عام. بيسوكي هي مدرسة عامة علمانية، يرتدي الطلاب فيها ملابس غربية، ووصفت صحيفة شيكاغو تريبيون المدرسة بأنها «تقدمية لدرجة أن المدرسات كُنّ يرتدين الفساتين القصيرة وكان يُشجّع جميع الطلاب على الاحتفال بعيد الميلاد».
بعد فترة وجيزة من القصة التي نشرتها مجلة إنسايت، زار مراسل الـ سي إن إن جون فوز المدرسة الابتدائية الحكومية مينتينغ 01 ووجد أن كل طالب يتلقى ساعتين من التدريس الديني أسبوعيًا حسب إيمانه. قال هاردي بريونو، نائب مدير المدرسة لفوز «إنها مدرسة عامة. نحن لا نركز على الدين. نحاول في حياتنا اليومية احترام الدين، لكننا لا نفضل أحدًا على آخر».
وجدت المقابلات التي أجرتها نيدرا بيكلر من وكالة أسوشيتد برس أن الطلاب من جميع الأديان مرحب بهم هناك قبل حضور أوباما. وقال أكاد سوليشين، نائب مدير المدرسة لبيكلر: «تلك المزاعم غير صحيحة. نعم، معظم طلابنا مسلمون، ولكن هناك مسيحيون أيضًا. الجميع مرحب بهم هنا... إنها مدرسة عامة».

## الادعاء بأن اسمه الأوسط كان محمد
زعمت إحدى سلاسل رسائل البريد الإلكتروني بشكل غير صحيح أن الاسم الأوسط للرئيس أوباما هو محمد، لكن اسمه الأوسط الفعلي هو حسين.

## استطلاعات واستقصاءات
أظهرت استطلاعات الرأي العام التي أجريت في عام 2008 أن عددًا من الأمريكيين يعتقدون أن أوباما مسلم. في مارس 2008، أظهر استطلاع أجراه مركز بيو للأبحاث أن 10% من الذين شملهم الاستطلاع يعتقدون أن هذه الشائعات صحيحة. ومن أولئك الذين كان من المرجح أن يعتقدوا أنه مسلم بعض المحافظين السياسيين (الجمهوريين والديمقراطيين)، والأشخاص الذين لم يلتحقوا بالجامعة، والأشخاص الذين يعيشون في الغرب الأوسط أو الجنوب، والأشخاص في المناطق الريفية.
وجدت دراسة أجرتها جامعة جورجيا أن نسبة الأمريكيين الذين اعتقدوا أن أوباما مسلم ظلت ثابتة عند نسبة 20% تقريبًا في سبتمبر وأكتوبر ونوفمبر 2008، على الرغم من المحاولات المتكررة من قبل وسائل الإعلام وكذلك حملة أوباما لتصحيح هذا الاعتقاد الخاطئ. ومع ذلك، أظهرت الدراسة أيضًا أن بعض الأشخاص الذين اعتقدوا في البداية أن أوباما مسيحي اعتقدوا فيما بعد أنه شائعة، وأنه مسلم. وجد الاستطلاع أن المستجيبين الذين تحولوا إلى الاعتقاد الخاطئ كانوا أصغر سنًا بشكل عام، وأقل مشاركة سياسيًا، وأقل مستوى تعليميًا، وأكثر تحفظًا، وأكثر ميلًا إلى الإيمان بالحرفية الكتابية. وبحسب البروفيسور باري هولاندر «لا تثق هذه المجموعات من السكان بشكل عام في وسائل الإعلام السائدة... لذا فإخبار الصحفيين لهم بأن هذا غير صحيح سيكون له تأثير معاكس ويجعل احتمال تصديقهم للإشاعات أكبر».
في أغسطس 2010، أظهر استطلاع بيو ريسيرتش أن 18% من الأمريكيين و30% من الجمهوريين يعتقدون أن أوباما مسلم.
في عام 2012، وجدت بيانات من مركز بيو المذكور أعلاه أن شعبية المعلومات الخاطئة زادت لدى بعض المجموعات. على وجه التحديد، وصف أكثر من واحد من كل سبعة أمريكيين (بما في ذلك ثلث الجمهوريين المحافظين) الرئيس بأنه مسلم. أشار هاريس تارين من مجلس الشؤون العامة الإسلامية إلى أن الاستطلاع «يُظهر أن هناك الكثير من عمليات الترويج للخوف والتسييس في أمريكا».